# 格拉斯哥鎮區 (明尼蘇達州瓦巴沙縣)
格拉斯哥鎮區（英語：Glasgow Township）是位於美國明尼蘇達州瓦巴沙縣的一個行政鎮區。

## 歷史
格拉斯哥鎮區於1858年成立，得名自蘇格蘭城市格拉斯哥。

## 地方資料
格拉斯哥鎮區的面積為92.23平方千米，當中陸地面積為90.50平方千米，而水域面積為1.73平方千米。根據2020年美國人口普查的數據，當地共有人口266人，而人口密度為每平方千米2.88人。